# 헬헤임

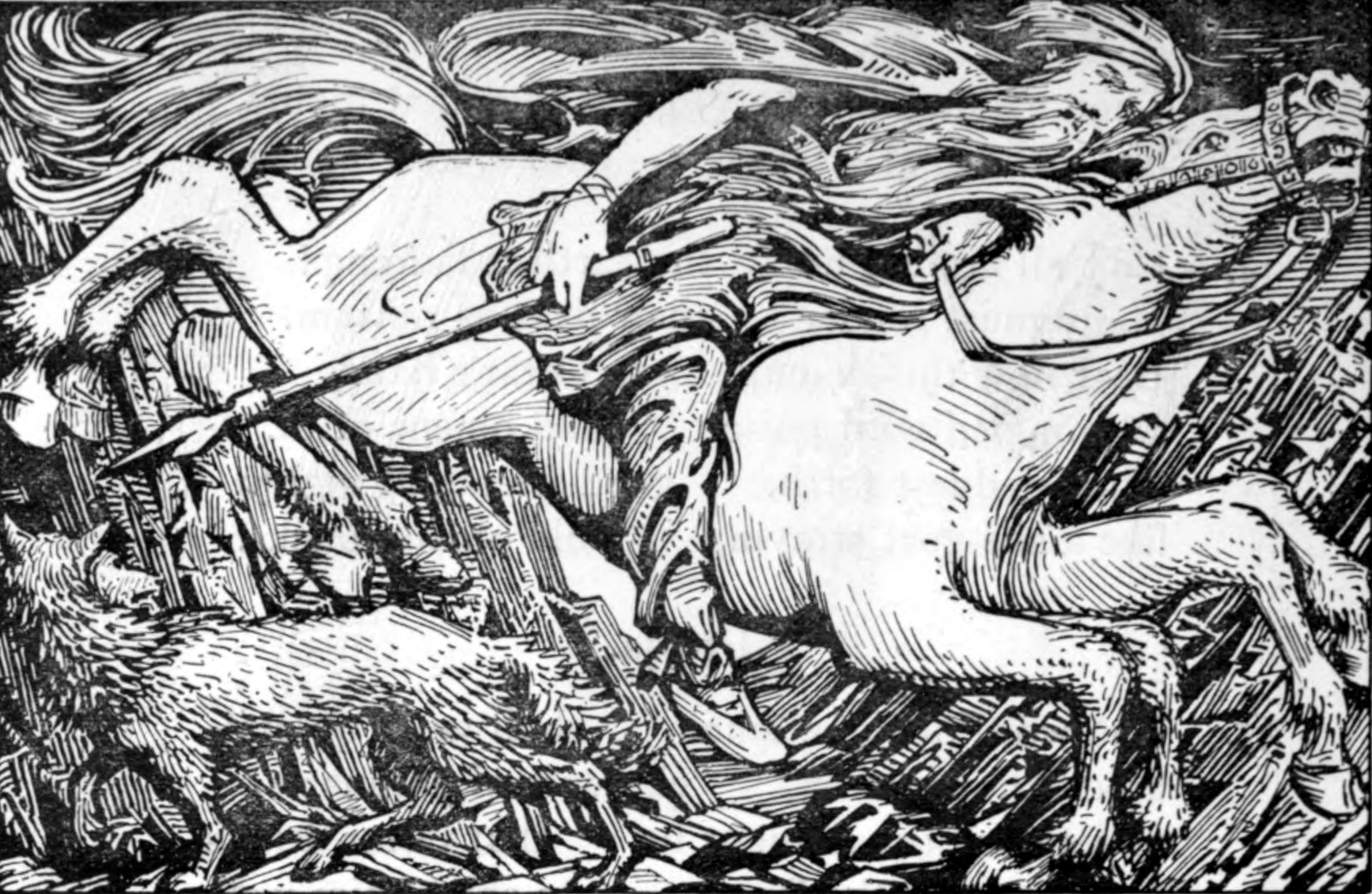
〈헬을 달리는 오딘〉. 1908년 그림.

헬헤임(고대 노르드어: Helheimr) 또는 헬(고대 노르드어: Hel)은 노르드 신화에서 언급되는 장소이다. 이 장소를 지키는 존재인 헬과 이름이 같다. 《고 에다》에 보면 브륀힐드가 죽어서 헬으로 갔다고 하고(〈헬레이드 브륀힐다르〉), 〈발드르의 꿈〉에서는 오딘이 살아있는 채로 헬에 다녀오기도 한다. 스노리 스투를루손의 《신 에다》에 보면 발드르가 죽은 뒤 헬로 갔고, 그를 되찾아 오기 위해 헤르모드가 슬레이프니르를 타고 헬로 갔다고 한다.

## 같이 보기
- 나스트론드
- 헤클라산